# Aquello
Aquello es un disco de Jaime Roos editado en el año 1981 por el sello Ayuí / Tacuabé. Fue grabado y mezclado en Le Fidelaire, Francia, entre agosto y octubre de 1980.  
El tema más destacado de este disco fue Los olímpicos donde se mezcla la murga y letra de tango. Dicha canción habla del inmigrante Uruguayo, su nostalgia y sus recuerdos. Fue reeditado en CD por el sello Orfeo en 1993, junto a canciones seleccionadas de sus dos primeros discos. EMI lo reeditó en el 2000 en una remasterización de la reedición de 1993. Volvió a ser reeditado en 2015 por Bizarro Records, esta vez únicamente con las canciones del álbum.

## Estilo musical
El disco tiene sonidos muy variados, desde los particulares arreglos de guitarras de Roos, al sonido minimalista del piano de Osvaldo Caló, la manera diferenciada de tocar la batería de Jorge Trasante y los arreglos de flauta, saxo y clarinete por parte de Carlos Grasso y Paul Stocker. 
Una parte del álbum tiene similitudes de estilo con el folk psicodélico y experimental europeo de la década de 1970. También existen conexiones con Eduardo Mateo y el disco Mateo y Trasante. Todo el disco tiene un carácter experimental y crea un clima «inquietante», que remite siempre al autor.
En Aquello se combina el tango con el candombe, en la voz de José Carbajal y guitarras de Roberto Darvin. Acá Roos reitera su habilidad de crear imágenes cinematográficas. Los olímpicos es la segunda canción con murga que grabó el autor, después de "Retirada", y también el primer éxito popular. Es una descripción costumbrista de los uruguayos que debieron migrar por motivos económicos.

## Músicos invitados
Aparecen como músicos invitados en el álbum: Jorge Trasante (batería y percusión), Osvaldo Caló (piano), Carlos Grasso (flauta, saxo tenor), Roberto Darvin (guitarra y coros), Daniel Capuano (coros), Raúl Mayora (voz en Tu laberinto y coros), Paul Stocker (saxos y clarinetes), José Carbajal (voz), entre otros.

## Lista de temas
1. Alacrán (Jaime Roos)
2. Viviendo (Jaime Roos - Jaime Roos y Walter Venencio)
3. Flamenca real (Jaime Roos)
4. Aquello (Jaime Roos)
5. Los olímpicos (Jaime Roos)
6. Entonces (Jaime Roos)
7. Tu laberinto (Jaime Roos)
8. Los zapatos de Trasante (Jaime Roos)
9. Te quedarás (Hugo Bonaldi - Jaime Roos)
10. Milonga de la guarda (Jaime Roos)